# 名侦探柯南 Episode"ONE" 变小的名侦探
《名侦探柯南 Episode“ONE” 变小的名侦探》是电视动画《名侦探柯南》的特别节目，于2016年12月9日播出。宣传语为“那日那时，在各个地方到底发生了什么！？”（日语：あの日、あの時、それぞれの場所で一体何があったのか!?）

## 概要
该2小时特别节目为纪念电视动画《名侦探柯南》播放20周年而制作，于2016年12月9日在讀賣電視台和日本电视系的《金曜ROAD SHOW!》栏目中播出。原作者青山刚昌将以全面监修的身份参与制作，描绘的新内容中增加了很多要素，其中包括动画版第1集云霄飞车杀人事件（漫画单行本第1卷File 1现代的福尔摩斯）中工藤新一和毛利兰相约去热带乐园的原委等。
相关制作计划于2016年9月14日发表，预告动画于同年9月17日公開。播出日期在11月16日公布。
原作漫画和动画版第1回即出场的角色只有工藤新一、毛利兰、毛利小五郎、目暮十三以及黑暗组织的琴酒和伏特加，当时未登场的灰原哀等众多角色在该集中登场。
此外，根据灰原哀声优林原惠官方博客上的消息，灰原之姐宫野明美的声优玉川砂记子会参加此次的后期配音，这是明美在2008年1月14日至5月19日播出的动画版“红与黑的撞击”系列（第491－504集）后时隔8年的再次登场。
预计于2017年4月15日上映的剧场版第21作《名偵探柯南：唐紅的戀歌》特报视频也在该节目中公开。
小学馆Junior文库（小学館ジュニア文庫）推出的小说版在节目播出当天发售。
动画制作方读卖电视台则在2016年12月4日至8日以“《名侦探柯南章节''ONE''》播放纪念！柯南杰作选”（『名探偵コナンエピソード“ONE”』放送記念！コナン傑作選）为题重新播放了一些早期电视动画，其间频繁穿插有该节目的预告片。
在该特别节目片头、片尾及官方网站的配音表中，为工藤新一配音的山口胜平首次排到了第一位，此前一直在首位的高山南（为江户川柯南配音）此次记录在第二位或最后。与之前的剧场版、特别节目不同，毛利小五郎的配音员没有出现在此片的片头配音表中，只在片尾配音表的第2画面出现。片尾配音表的第1画面包括山口胜平（工藤新一）、高山南（江户川柯南）和山崎和佳奈（毛利兰）。
该节目在日本关东地区的平均收视率为10.7%。

### 引用的漫画与动画集数
该节目基本上忠实再现了原有漫画和动画中描写的内容，但由于画面是重新制作，所以在构图和表现效果方面有细微差异。与原有动画版相同的台词也全部重新录制，配音阵容以现今动画版为准，有的和原版不同。片尾部分还剪辑播出了以前的部分事件。以下按此次节目出现的时间顺序列出引用的漫画与动画集数。
| 动画            | 漫画卷数      | 标题                                  |
| --------------- | ------------- | ------------------------------------- |
| 第772集 第773集 | 第83卷 第84卷 | 工藤新一水族馆事件                    |
| 剧场版第4作     | 剧场版第4作   | 瞳孔中的暗杀者                        |
| 第1集           | 第1卷         | 云霄飞车杀人事件                      |
| 第2集           | 第1卷         | 董事长千金绑架事件                    |
| 第3集           | 第1卷         | 偶像密室杀人事件                      |
| 第16集          | 第6卷         | 古董收藏家杀人事件                    |
| 第38集          | 第2卷         | 红鬼村火祭杀人事件                    |
| 第22集 第23集   | 第3卷         | 豪华客轮连续杀人事件                  |
| 第9集           | 第6卷 第7卷   | 天下第一夜祭杀人事件                  |
| 第11集          | 第7卷         | 钢琴奏鸣曲“月光”杀人事件              |
| 第48集 第49集   | 第10卷        | 外交官杀人事件                        |
| 第77集 第78集   | 第15卷        | 名家连续惨死事件                      |
| 第223集         | 第28卷        | 人鱼失踪记（疑惑篇）                  |
| 第13集 第128集  | 第2卷         | 奇怪的寻人事件 黑暗组织十亿元抢劫事件 |
| 第76集          | 第16卷        | 柯南vs怪盗基德                        |
| 第129集         | 第19卷        | 来自黑暗组织的女子 大学教授杀人事件   |

### 与漫画和动画原版的差异
- 原版动画因时间关系省略了部分漫画台词，本作中基本补齐。
- 本作中出现的智能手机在原版发表时尚不存在，当时手机也没有在学生群体中普及。
- 漫画和动画原版中兰对新一说道，“继续踢足球的话，现在说不定都打入国立[註 5]了”。本作中，“打入国立”改成了现今儿童更熟悉的“进入藍武士（Samurai Blue）”。另外，该场景发生的时间在漫画是放学时，动画原版则是上学时，本作中改成在周日购物途中。
- 新一在上一场景中将足球踢回，漫画中是还给孩子，动画原版是还给足球部部员，本作中则是还给少年侦探团。
- 漫画和动画原版中的空手道比赛没有使用护具，本作中进行的是带护具空手道（日语：防具付き空手）比赛。
- 原版动画中阿笠博士的个人火箭试验失败是在工作日早上，本作为星期日傍晚。处理阿笠博士伤口的由新一改成了兰，处理地点也从工藤家变成了博士家。
- 本作公开了第1集中犯人的姓名和山崎哲的名字“哲”，后者所属单位从八菱银行改成了米花银行。
- 本作中剪掉了犯人为方便杀死山崎后经由阳台回去而系上绳结的场景，山崎在密室内的原因，以及犯人与山崎因金钱产生纠纷一事。杀人手法从枪杀改为刺死。
- 漫画第1回中上述事件的受害人是犯人的夫人，本作和动画原版一样为山崎行长。漫画和动画原版中是从主治医生的证言得知犯人脚部痊愈，本作改为几天前，工藤新一与犯人在铃木家见面时注意到。
- 本作中帝丹高中的校服搭配改為了漫畫後期的設定，即西裝搭配黑襪和棕色皮鞋，而並非漫畫和動畫原版中的西裝搭配白襪和運動鞋。
- 从新一看到新闻中的自己沾沾自喜到兰与新一确认热带乐园约会这一段在原版动画是上学时发生，本作改为和漫画一样的放学途中。此外在原版动画中新一因为不小心看到小兰的裙底而被打飞，而本作则改为和漫画一样的在新一偷看小兰裙底后并未被打飞。
- 本作在上一场景中新增了工藤夫妇各自化装成暗夜男爵与江户川文代，从车内观察兰与新一的描写。
- 在剧场版《瞳孔中的暗杀者》中，新一在到达热带乐园喷泉广场才开始进行倒数，本作中则为一边跑向喷泉一边倒数。与剧场版中事件联系紧密的台词“喷泉2小时喷1次”在本作中未出现。另外，剧场版中以可口可乐为原型的易拉罐上写的是“Can-Cola”，由于可口可乐是本作赞助商之一，所以本作改成与现实中相同的“Coca-Cola”。
- 动画原版中，新一在风吹起仁美裙子时不仅看见了高低杠练习的独特瘀斑，还看到了内裤。本作删除了后面的部分。
- 琴酒和伏特加在漫画和动画原版中是插队乘坐云霄飞车，本作则是排队乘坐。
- 原版动画中，少年侦探团为逃票乘坐云霄飞车而进入隧道，结果正好遇见案发现场，新一发现他们后询问了一些事件发生时的情况。而本作中没有这个场景。动画中的少年侦探团3人在此时已能认出新一，但本作为配合原作，以及消除原版动画第192集中少年侦探团根本不认识新一而造成的剧情关系矛盾，在之前公园的场景中也未安排此设定。
- 原版动画中为避免场景过于血腥，受害人被切下头部后喷出的血以白色高光替代，本作则改为实际的血液颜色。然而与漫画和动画原版不同，本作并没有直接描写切口。
- 原版动画中凶器由新一在隧道内寻获后展示给犯人看，本作则改为与原作相同，凶器是逮捕嫌疑人后由警察在隧道内找到的。
- 原版动画中犯人虽表明有自杀欲望，但没有准备安眠药。本作则改为与原作相同，犯人有准备犯案后自杀用的安眠药。
- 高木涉和千叶和伸两位刑警在漫画和动画原版的第1话中没有出场，本作则参与了开头事件（千叶未参加）与云霄飞车杀人事件的处理。
- 琴酒在漫画和动画原版中是用球棒攻击新一，本作改为特殊警棍（日语：特殊警棒）。
- 漫画中新一拍摄黑暗组织交易现场时用的是一次性相机（英语：Disposable camera），本作中则是数码相机（原版动画中没有其拍摄交易的场景）。
- 原版动画中没有描写服用APTX4869后身体冒烟的场景，本作按漫画加上。
- 漫画和动画原版中，服用APTX4869后的新一趴倒在地上失去意识，本作增加了其滚来滚去、痛苦地失去意识的描写。
- 原版动画中没有描写变小成柯南的新一被带去热带乐园医务室，并从医务室逃出的场景，而本作按漫画內容而重新加入（原版动画中，柯南在被带往医务室之前便已逃走）。另外被警察抱住时，柯南一动不动，呈现出震惊的表情。动画原版中是从路旁的玻璃确认自己变小，本作改为与原作相同，医务室内的镜子。
- 漫画和动画原版中，柯南是在自家书房告知阿笠博士有关黑暗组织的事，本作则改成在新一房间换衣时开始，两人一边谈话一边走向书房。
- 原版动画中，毛利小五郎称董事长千金绑架事件是“半年以来头一份工作”，但本作中提到了其在这半年内也有接到找猫等少量委托，因此该台词改为“半年以来头一份正经工作”。
- 漫画和本作中化名为广田雅美的宫野明美都是在港口的集装箱码头处被琴酒杀害的，当时兰也在场；而动画原版对此情节进行了改动，对应漫画原剧情的第13集中，明美在码头遇到的杀手从琴酒改动成了其他龙套角色，且明美并未被杀害，然而动画原创的第128集中，明美最终还是被琴酒杀害于仓库之内。
- 本作中加入雪莉乘坐组织专车经过公园旁时隔着车窗初遇新一的内容（片头曲41《谜（日语：谜/ヤダ!嫌だ!ヤダ! 〜Sweet Teens ver.〜）》中同样出现相似片段），得以让雪莉第二次伴随组织调查队伍潜入新一家调查以确认其是否死亡过程中，从新一和小兰的热带乐园合照中认出其长相。而原作与原版动画中，雪莉察觉到新一身体疑似变小是源于新一小时候的衣服从房间的衣柜中消失，而本作中改为纸箱。
- 本作部分角色配音与动画第1集不同，例如小五郎在第1集时由神谷明配音，本作配音则是小山力也。参见#与动画第1集配音的不同。

## 登场角色

### 主要角色
| 角色        | 配音       | 配音   | 配音   | 簡介 |
| 角色        | 日本       | 臺灣   | 香港   | 簡介 |
| ----------- | ---------- | ------ | ------ | --- |
| 工藤新一    | 山口胜平   | 劉傑   | 李家傑 | 高中生侦探。是毛利蘭的青梅竹馬、工藤優作和工藤有希子（舊姓藤峰）之獨子。因擁有一流的推理能力，而被稱為「日本警察的救世主」、「平成年代的福爾摩斯」。目击了黑暗组织交易现场后被琴酒灌下APTX4869，身体因不明的药物副作用变小。 |
| 江户川柯南  | 高山南     | 蔣篤慧 | 周恩恩 | 工藤新一变小后的模样，自称6岁。在阿笠博士建议下隐藏身份，被小兰问及名字时，情急之下看见旁边柯南·道尔和江户川乱步的书，便化名为“江户川柯南”，之后决定住在小兰家。去小兰家途中时意外得知了小兰对新一的感情，走到之后准备告知其真实身份，但因毛利小五郎突然出现而未能成功。 |
| 毛利兰      | 山崎和佳奈 | 魏晶琦 | 王慧珠 | 新一的青梅竹马。和新一从水族馆回来时手机掉入下水道而要求赔偿，原因是新一之前用其验证水族馆内案件的作案技巧。后约定若在东京都的空手道大会上夺冠，则由新一带她去名为热带乐园（トロピカルランド）的主题公园游玩。决赛中成功打败和田阳奈，和新一一起去了热带乐园，在热带乐园内又遇上新案件。与新一在热带乐园内分开时，自己直觉感到可能再也见不到新一了。新一变小后曾被警察追逐，本作中说明了其在准备接听小兰打来的电话、让她来接自己时，却又因“不能说清楚事情原委”而犹豫。 |
| 阿笠博士    | 绪方贤一   | 吳文民 | 黃啟明 | 发明家。家住新一旁边，与工藤家交情很深。他是首个得知新一变小的人物，并建议新一隐藏自己真实身份。在新一说出“江户川柯南”这一名字后吐槽道“什么柯南，又不是外国人”。之后为变小的新一制作了很多发明，也给予不少帮助。 |
| 毛利小五郎  | 小山力也   | 曹冀魯 | 黃志明 | 小兰的父亲，侦探。对同是侦探的新一的活跃表现略有怨言，小兰则回应称“没办法，因为新一很优秀啊”。相比动画第1集，本作中增加了他与分居的妻子妃英理通电话和观看空手道比赛的场景。 |
| 妃英理      | 高岛雅罗   | 傅其慧 | 顧詠雪 | 律师，小兰的母亲，小五郎的妻子。本作在与分居的丈夫小五郎通电话和观看空手道比赛的场景中出现。 |
| 工藤优作    | 田中秀幸   | 吳文民 |        | 新一的父亲，世界著名推理小说家。平时住在美国，本作中为看新一而回日本。本想扮作自己小说中角色“暗夜男爵”现身吓吓新一，后改变主意，决定“下次再说”。这个计划后来在漫画单行本第5、6卷（动画第43集）的《江户川柯南诱拐事件》中实行，雖然成功吓到了新一，但最後在離開日本時被新一擺了一道(向編輯們洩漏他們要離開日本的班機)。 |
| 工藤有希子  | 岛本须美   | 傅其慧 |        | 新一的母亲，前日本著名女明星。平时住在美国，本作中和丈夫优作一起回日本，变装为“江户川文代”（即后来“柯南的母亲”），但在听了优作的意见后放弃了以变装吓新一的想法。漫画单行本第5、6卷（动画第43集）中，她用与本作中相同的变装成功吓到了新一（当时是柯南的身体）。 |
| 铃木园子    | 松井菜樱子 | 傅其慧 | 莊巧兒 | 小兰的好友兼闺蜜，铃木财团的二小姐。本作中招待小兰和新一去自家住宅，并与小兰的父母一起观看空手道比赛。 |
| 铃木次郎吉  | 富田耕生   | 吳文民 | 黃啟明 | 铃木财团顾问，园子的堂伯父。在本作园子的台词中登场。 |
| 铃木史郎    | 松冈文雄   | 吳文民 | 黃啟明 | 两人是园子父母，其中父亲史郎是铃木财团董事长与铃木次郎吉的弟弟。本作中与动画第1集开头的杀人犯濑羽尊德及其夫人谈笑风生。 |
| 铃木朋子    | 一柳留美   | 蔣篤慧 | 王慧珠 | 两人是园子父母，其中父亲史郎是铃木财团董事长与铃木次郎吉的弟弟。本作中与动画第1集开头的杀人犯濑羽尊德及其夫人谈笑风生。 |
| 吉田步美    | 岩居由希子 | 傅其慧 | 莊巧兒 | 三人都是帝丹小学校1年级学生，后来组成了少年侦探团。本作中在公园踢足球时遇见了新一和兰，其中步美看到新一的足球技术后感叹“要是我们附近有足球这么好的人就好了，那样的话我们足球也会踢得更好”，暗示此后的柯南。 |
| 圆谷光彦    | 大谷育江   | 魏晶琦 | 顧詠雪 | 三人都是帝丹小学校1年级学生，后来组成了少年侦探团。本作中在公园踢足球时遇见了新一和兰，其中步美看到新一的足球技术后感叹“要是我们附近有足球这么好的人就好了，那样的话我们足球也会踢得更好”，暗示此后的柯南。 |
| 小岛元太    | 高木涉     | 劉傑   | 陳志強 | 三人都是帝丹小学校1年级学生，后来组成了少年侦探团。本作中在公园踢足球时遇见了新一和兰，其中步美看到新一的足球技术后感叹“要是我们附近有足球这么好的人就好了，那样的话我们足球也会踢得更好”，暗示此后的柯南。 |
| 目暮十三    | 茶风林     | 吳文民 | 黃啟明 | 警视厅刑事部搜查一课强行犯搜查三係警部，经常出现在杀人事件现场。对新一有着绝对的信赖，允许其作为普通人参与杀人事件调查。在本作的“云霄飞车杀人事件”中准备对在场的琴酒和伏特加进行身份确认，琴酒差点从怀里取出手枪。 |
| 高木涉      | 高木涉     | 劉傑   | 李家傑 | 以上两人分别是警视厅刑事部搜查一课强行犯搜查三係的巡查部长和刑警，在漫画和动画的第1话中未出场。本作中两人都参加了“云霄飞车杀人事件”的调查，高木还参加了第1集开场时案件的搜查。因原先是未出场的角色，所以台词较少。 |
| 千叶和伸    | 千叶一伸   | 曹冀魯 | 陳志強 | 以上两人分别是警视厅刑事部搜查一课强行犯搜查三係的巡查部长和刑警，在漫画和动画的第1话中未出场。本作中两人都参加了“云霄飞车杀人事件”的调查，高木还参加了第1集开场时案件的搜查。因原先是未出场的角色，所以台词较少。 |
| 赤井秀一    | 池田秀一   | 劉傑   | 李家傑 | FBI调查员，与朱蒂一起调查黑暗组织。本作中在美国得知目标贝尔摩德接下来将去日本，因而在日本展开调查。潜入黑暗组织的代号是Rye（黑麦威士忌）。 |
| 朱蒂·斯塔琳 | 一城美由希 | 蔣篤慧 |        | FBI调查员，与赤井一起调查黑暗组织。本作中与赤井一起在美国追捕贝尔摩德。 |
| 京极真      | 桧山修之   | 曹冀魯 |        | 在本作中客串。杯戸高中空手道社的成员。在观看小兰获得冠军的空手道大会时，对观众席上全力为小兰加油的园子产生了入迷的表情，并对其一见钟情。之后与园子作为恋人交往。 |
| 水无怜奈    | 三石琴乃   | 傅其慧 | 顧詠雪 | 在本作中客串。日卖电视台播音员，真实身份是CIA情报员，在黑暗组织卧底，代号“基尔”。在本作内出现的电视新闻节目里播报有关新一的新闻。 |
| 和田阳奈    | 小松未可子 | 蔣篤慧 | 周恩恩 | 杯户高中二年级生，17岁，和小兰同属空手道部。尽管经常在空手道比赛的半决赛和小兰相遇，但一次也没取胜过，为打败小兰每天都在努力训练。对杯户高中毕业的京极真抱有憧憬，对他和园子交往之事略有不满。本作中在空手道大会决赛与兰交手，比赛前还有其击退抢包贼的场景。本作是其第一次登上动画系列。 |

#### 黑暗组织
| 角色           | 配音       | 配音       | 配音       | 簡介 |
| 角色           | 日本       | 臺灣       | 香港       | 簡介 |
| -------------- | ---------- | ---------- | ---------- | --- |
| 雪莉／宫野志保 | 林原惠     | 魏晶琦     | 陳子瑩     | 组织中的科学家，在本作中的APTX4869开发和实验，以及去工藤家调查的场景中出现。听了明美所述关于柯南和新一的事情后，推测柯南可能是新一变小后的模样。后来自己服下APTX4869变小后从组织逃出，化名灰原哀，与柯南成为同学。 |
| 宫野明美       | 玉川砂记子 | 傅其慧     | 莊巧兒     | 志保的姐姐，在本作结尾和结尾后宫野志保的回忆中出现。执行组织任务后遭琴酒杀害。 |
| 琴酒           | 堀之纪     | 曹冀魯     |            | 组织幹部，正是他使新一变小。本作中在热带乐园交易前杀害了潜入组织的卧底。 |
| 伏特加         | 立木文彦   | 吳文民     | 黃志明     | 组织成员，称琴酒为“大哥”，两人经常一起行动。新一目击了他在热带乐园进行的交易。 |
| 贝尔摩德       | 小山茉美   | 傅其慧     | 莊巧兒     | 组织幹部，公开身份是女演员莎朗·温亚德。本作中于美国纽约工作时，在车内通过智能手机看到了关于工藤新一的报导并对此产生兴趣。与琴酒的通话中称来日本的目的是“想和他（新一）见一面”。                                    |
| 基安蒂         | 井上喜久子 | 傅其慧     | 顧詠雪     | 组织成员，狙击手，与柯恩一起行动。本作中本在作为交易现场的热带乐园待机，后因收到琴酒发来的撤退命令而未有工作。 |
| 柯恩           | 劇中無台詞 | 劇中無台詞 | 劇中無台詞 | 组织成员，狙击手，与基安蒂一起行动。本作中似乎想乘坐热带乐园的摩天轮。 |
| 波本／安室透   | 劇中無台詞 | 劇中無台詞 | 劇中無台詞 | 組織成员，本作中出现于琴酒台词，情报收集能力高超。真实身份是对组织进行调查的公安警察，本名降谷零。 |

### 於结尾曲中出现的角色
| 角色     | 配音       | 配音       | 配音       | 簡介 |
| 角色     | 日本       | 臺灣       | 香港       | 簡介 |
| -------- | ---------- | ---------- | ---------- | --- |
| 冲野洋子 | 劇中無台詞 | 劇中無台詞 | 劇中無台詞 | 偶像歌手兼演员，毛利小五郎是其忠实粉丝。 |
| 淺井成實 | 劇中無台詞 | 劇中無台詞 | 劇中無台詞 | 已故，鋼琴奏鳴曲「月光」殺人事件的兇手。是柯南第一個也是唯一一個眼睜睜看著他、無法阻止他自殺的嫌犯，他的死使柯南感到痛苦甚至自責；他的自殺導致柯南改變了辦案時推理的風格：揭穿犯人的同時不把犯人逼上絕路，而是留給犯人一條後路去自首，以避免再次出現自殺的悲劇。 |
| 横沟参悟 | 劇中無台詞 | 劇中無台詞 | 劇中無台詞 | 静冈县警察警部。 |
| 服部平次 | 堀川亮     | 曹冀魯     |            | 高中生侦探。是少数知道柯南是新一变小后形态的人之一，也在帮助新一。本作出现了他与暂时恢复原型的新一相遇，以及知道其真实身份后与柯南（新一）进行关于侦探的对话之场景。                                                                                             |
| 怪盗基德 | 山口胜平   | 曹冀魯     | 李家傑     | 國際大怪盜。本作结尾中描绘了他与柯南的相遇，与柯南既是对手又是合作者。 |

### 曾於第一話出現的角色
| 角色         | 配音       | 配音       | 配音       | 簡介                                                                                                 |
| 角色         | 日本       | 臺灣       | 香港       | 簡介                                                                                                 |
| ------------ | ---------- | ---------- | ---------- | --- |
| 濑羽尊德（） | 秋元羊介   | 陳幼文     | 陳志強     | 第一集开场时事件的犯人。本作说明了他曾在园子家中与新一见过一面，以及他与妻子和园子父母有深交的事情。 |
| 濑羽夫人     | 佐藤蓝     | 蔣篤慧     | 王慧珠     | 瀬羽尊德的妻子。动画第1集未出场，但在漫画第1回中出现。                                               |
| 儿子         | 三户耕三   | 曹冀魯     |            | 濑羽尊德的儿子。                                                                                     |
| 女佣         | 白石涼子   | 傅其慧     |            | 濑羽家的女佣。                                                                                       |
| 山崎哲（）   | 劇中無台詞 | 劇中無台詞 | 劇中無台詞 | 米花银行行长，濑羽尊德的朋友，动画第1集开场时事件的受害人。                                          |
| 仁美         | 天野由梨   | 蔣篤慧     | 王慧珠     | 与新一和小兰乘坐同一趟云霄飞车的乘客，体操部部员。裙子被风吹起时新一看见了她大腿上的瘀斑。           |
| 礼子         | 河原木志穗 | 傅其慧     | 周恩恩     | 与新一和小兰乘坐同一趟云霄飞车的乘客，戴眼镜。仁美的好友。                                           |
| 岸田         | 石川英郎   | 陳幼文     |            | 与新一和小兰乘坐同一趟云霄飞车的乘客，爱子的恋人。在车上因头部被切下而死亡。                         |
| 爱子         | 百百麻子   | 傅其慧     | 陳子瑩     | 与新一和小兰乘坐同一趟云霄飞车的乘客，岸田的恋人。                                                   |
| 社长         | 浦山迅     | 陳幼文     |            | 因走私手枪一事受黑暗组织胁迫。波本称其和暴力团“泥參会”有关系。                                       |
| 警官         | 伊東健人   | 曹冀魯     | 陳志強     | 找到被襲擊受傷後的柯南，並將他帶回警局保護。                                                         |

### 本作原創角色
| 角色   | 配音     | 配音   | 配音 | 簡介 |
| 角色   | 日本     | 臺灣   | 香港 | 簡介 |
| ------ | -------- | ------ | ---- | --- |
| 酒吧男 | 安井邦彦 | 陳幼文 |      | 潜入黑暗组织的卧底，将所持有的热带乐园交易对象社长走私手枪的底片交给伏特加，被琴酒发现真实身份后连人带车炸死。 |

### 与动画第1集配音的不同
| 角色       | 动画第1集 | 动画第1集     | 动画第1集     | 本作       | 本作   |
| 角色       | 日本      | 臺灣 · 首發版 | 臺灣 · 重譯版 | 日本       | 臺灣   |
| ---------- | --------- | ------------- | ------------- | ---------- | ------ |
| 毛利小五郎 | 神谷明    | 官志宏        | 官志宏        | 小山力也   | 曹冀魯 |
| 濑羽尊德   | 渡部猛    | 官志宏        | 官志宏        | 秋元羊介   | 陳幼文 |
| 仁美       | 引田有美  | 馮友薇        | 方雪莉        | 天野由梨   | 蔣篤慧 |
| 礼子       | 永泽菜教  | 許淑嬪        | 陶敏嫻        | 河原木志穗 | 傅其慧 |
| 岸田       | 千叶一伸  | 官志宏        | 官志宏        | 石川英郎   | 陳幼文 |
| 爱子       | 丸田麻里  | 呂佩玉        | 魏晶琦        | 百百麻子   | 傅其慧 |
| 社长       | 辻亲八    | 劉傑          | 徐健春        | 浦山迅     | 陳幼文 |
| 警官       | 千叶一伸  | 符爽          |               | 伊東健人   | 曹冀魯 |

## 音乐

### 
| 類別   | 曲名         | 作詞               | 作曲               | 編曲          | 演唱          | 備註 |
| ------ | ------------ | ------------------ | ------------------ | ------------- | ------------- | --- |
| 片头曲 | 胸中动荡不安 | 甲本浩人、真島昌利 | 甲本浩人、真島昌利 | THE HIGH-LOWS | THE HIGH-LOWS | 动画初代片头曲，用于第1集（1996年1月8日）－第30集（8月26日） （片尾记作插入曲）                                                             |
| 插入曲 | 转动命运之轮 | 坂井泉水           | 栗林誠一郎         | 池田大介      | ZARD          | 动画第4代片头曲，用于第97集（1998年4月13日）－第123集（11月9日） 热带乐园的约会场景中使用。与原版动画使用的版本相比，编曲更接近于单曲版本。 |

## 製作團隊
- 原作：青山刚昌
- 導演、分鏡、演出：山本泰一郎
- 企划：菊川雄士、浅井認（日语：浅井認）、小島哲
- 原案协力：周刊少年Sunday编辑部
- 制作：小石川伸哉、久保雅一（日语：久保雅一）、竹崎忠
- 编剧：山本泰一郎、柏原宽司（日语：柏原寛司）[註 21]
- 分鏡：寺岡巖、金井次朗、龜垣一
- 演出：濁川敦、菅井嘉浩
- 人物設定 / 總作畫監督：须藤昌朋
- 作畫監督：岩井伸之、高橋成之、廣中千惠美
- 作畫監督輔佐：小野可奈子、清水義治、佐佐木惠子、吉見京子、岩佐裕子、高橋桓星、井元愛夕、大高美奈、本吉晃子
- 動畫檢查：奧本靜香、谷口昌彥
- 色彩設計：中尾總子
- 色指定、上色檢查：Wish（日语：Wish (アニメ制作会社)）（中尾總子、清水美紀、大本真希、上村貴子、伊藤淳帆、山瀨仁美、藤田舞、黑目綾子）
- 音乐：大野克夫
- 特殊效果：林好美
- 美術監督：吉原俊一郎
- 美術設定協力：青木薰
- 3D建模用於2D背景：三戶康史
- CG監督：植木麻央
- 摄影監督：山本三良
- 主標題CG動畫：西山仁
- 音響監督：浦上靖之（日语：浦上靖之）、浦上庆子（日语：浦上慶子）
- 音響效果：横山正和（日语：横山正和）、横山亚纪（日语：横山亜紀）
- 音響製作：太田惠理子
- 调音：田口信孝
- 辅助调音：鶴卷慶典
- 剪辑：冈田辉满
- 制作主管：原万里菜
- 文艺担当：小宅田貴惠
- 设定制作：下村弘樹、田村麻衣
- 制作担当：藤堂真孝、岡田悠平
- 制作进行：西田恒行、坪川淳史、楮畑真希
- 出版协力：伊藤澄
- 动画制作人：寺島清晃、三浦陽儿
- 製作人：诹访道彦、米仓功人、近藤秀峰、石山桂一
- 動畫制作：TMS/V1 Studio
- 制作：小學館、讀賣電視台、TMS Entertainment

## 上映
香港
- 本節目在香港由新映影片代理发行，并以电影形式于2016年12月10日在MCL德福戏院上映[40][41]。

新加坡
- 由Odex（英语：Odex）代理发行，于2016年12月10日上映[42]。

马来西亚
- 于2016年12月10至11日上映[43]。

中国内地
由上海世纪华创文化发展有限公司代理发行，优酷网和爱奇艺从2016年12月12日起提供本节目的付费在线播放服务，哔哩哔哩则在2020年4月底与TV版正篇同步上线。
泰国
- 于2016年12月22日上映[47]。

台湾
- 本節目在台灣由普威爾國際代理发行，於2017年1月20日在台灣公映[48][49]。這也是繼《江戶川柯南失蹤事件》之後，第二部以電影形式登台的特別節目。

韓國
- 本作於2017年2月8日在韓國院線上映，僅提供日語原聲加韓文字幕版本，之後於同年2月22日透過韓國網絡平台追加提供韓語配音版本。

越南
- 於2017年4月21日上映，僅提供日語原聲及越南文字幕版本。

北美
- 本片在美國及加拿大地區由Discotek media取得發行權，並於2020年7月28日透過影碟和數位平台發行日語原聲及英語配音版本。

## 發行
香港
- DVD/VCD發售：2018年3月31日（发行商：新映影片）

台灣
- DVD發售：（發行商：普威爾）
- 藍光發售：（發行商：普威爾）